# ペプチドグリカン
ペプチドグリカン(Peptidoglycan)は、細菌の細胞壁によくあるペプチドと糖からなる高分子化合物の一種である。狭義にはムレイン(murein)としても知られ、真正細菌の細胞膜の外側に層を形成する細胞壁の主要物質である。構造上の重要な役割を果たし、細胞質の浸透圧に対する耐久性を与え、細胞の形態、強度を保持させる。また、増殖時の細胞分裂にも関わる。エピマーとも言う。

## 構造

ペプチドグリカンの構造

ペプチドグリカンの構造は菌種によって異なるが、代表的な例としてグラム陽性の黄色ブドウ球菌(Staphylococcus aureus)では、N-アセチルグルコサミン(GlcNAc)とN-アセチルムラミン酸(MurNAc)という2種のアミノ糖の交互の繰り返しを単位とし、ペンタグリシンを架橋としたL-アラニン(Ala)-γ-D-グルタミン(Gln)-L-リシン(Lys)-D-AlaのテトラペプチドがLysに結合している。大腸菌では、Lysのかわりにmeso-ジアミノピメリン酸がついている。ペプチドのアミノ酸配列と全体の構造は細菌種間で多様であるが、多くは各々のMurNAcには短いペプチド鎖(4-5残基)が結合している。ペプチドグリカン層の厚さはグラム陽性菌で20 - 80nm、グラム陰性菌で7 - 8nmである。陽性菌の方がはるかに厚く、陰性菌では乾燥重量の10%でしかないのに対し、陽性菌では90%に達する。

## 生合成
ペプチドグリカンの生合成では、糖タンパク質の生合成で糖鎖のキャリアーとして働くドリコールリン酸の代わりに、C55ポリイソプレノールがキャリヤーとして働いている。まず細胞質中で、短いペプチド末端のD-Alaにもう1分子のD-Alaが結合したUDP-GlcNAcとUDP-MurNAcが合成される。続いて、細胞膜の酵素系によって疎水性の中間体(N-アセチルグルコサミニル-N-アセチルムラミル-ペンタペプチド-二リン酸-C55ポリイソプレノール)が合成される。ここで糖鎖が重合し、グリシル-tRNAからグリシンが5個結合しペプチド部分が架橋してD-アラニン1分子が遊離する。このペプチド伸長反応はmRNA非依存的なペプチドシンターゼにより触媒される。架橋構造が作られることで、結果として強固な3次元構造の層を形成する。

## 抗生物質
ペニシリンに代表されるβ-ラクタム系抗生物質は架橋反応の酵素を阻害する。ペンタトリグリシンペプチドが転移する反応の基質のD-Ala-D-Ala部分と構造が類似しており、酵素の活性中心のセリン残基と、結合が開いて生じるカルボキシル基が共有結合を生成する。しかし正常基質と違って酵素の脱アシル化が起こらず、不可逆阻害をきたす。ペニシリンは、哺乳類が持たない細胞壁の合成を阻害するので選択性が高く、かつアレルギー誘導性を除けば、毒性がないきわめて好ましいタイプの抗菌剤である。しかし、細胞壁を弱め溶菌させる作用があるため病原性大腸菌による感染症の患者に使用すると溶菌時にベロ毒素が体内に広がってしまうため使用する事ができず、他の抗生物質が使用される。

## リゾチーム
涙や卵白の成分であり、風邪薬などにも使用される酵素リゾチームは、細胞壁の骨格であるペプチドグリカンのGlcNAc、MurNAc間の結合を特異的に加水分解する。そのため、殺菌作用を持つ。また細菌のプロトプラストを調製する際にも使用される。